# フアン・マネン
フアン・マネン (スペイン語:Juan Manén,カタルーニャ語:Joan Manén i Planas ジュアン・マネン・イ・プラナス ,1883年3月14日 - 1971年6月26日)はスペインのヴァイオリニスト、作曲家。

## 経歴
バルセロナ出身。幼時より音楽の才能を示し、ヴァイオリニストとしてドイツで同国人のパブロ・デ・サラサーテと比較されるほどの成功を収める。作曲家としてもスペインだけでなくドイツで注目を集めた。作品にはオペラ『ナポリのジョヴァンナ』（1903）、『松明の踊り』（1909）、交響詩『新カタルーニャ』、ヴァイオリン協奏曲、ヴァイオリンとピアノのための組曲、ギターのための「幻想ソナタ」Op.22などがある。